# Guerra lusitana
La guerra lusitana fou el conflicte entre els pobles lusitans a la península Ibèrica i els conqueridors romans.

## Els lusitans
Els lusitans eren un poble acostumat al robatori i la rapinya com a mitjà de subsistència i van continuar amb la seva activitat després de la conquesta romana dels territoris propers. Els romans van decidir la seva submissió i el 151 aC el país fou envaït pel propretor Servi Sulpici Servi Galba que va fracassar, i el 150 aC pel procònsol Luci Licini Lucul·le i pel mateix Galba. Els lusitans van enviar ofertes de submissió a Galba que els va prometre deixar-los sortir de les muntanyes i donar-los terres fèrtils. Quan els lusitans es van dirigir a les terres assignades els va rodejar amb les tropes i va fer una carnisseria. Només un nombre reduït de lusitans es van escapar, entre els quals Viriat, un pastor decidit a venjar els fets.
Al front d'un dels grups de lusitans, Viriat aviat es va distingir com un dels caps del poble lusità pel seu coneixent del terreny i la seva habilitat militar adaptada a les circumstàncies del terreny i als hàbits dels seus compatriotes. Va evitar les batalles a la plana i va dirigir la guerrilla a les muntanyes.

## Inici de la guerra
El nou cònsol Marc Claudi Marcel VI, amb ganes de glòria i de saqueig, va decidir atacar als vacceus, tribu que fins llavors no havia tingut cap relació amb els romans; va creuar el Tagus i va envair els seus territoris sense cap autorització del senat. Atacà la ciutat de Cauca, on sospitava que s'acumulaven grans riqueses. Els pobladors van capitular, però Lucul no va respectar el pacte i ordenà una matança de tots els habitants de la plana (aprox. 20.000) i als supervivents els esclavitzaren. A mesura que avançava pel país dels Vacceus, les ciutats apareixien desertes o li tancaven les portes, com a la capital Pallantia i la fortalesa de Intercatia, negant-se a tractar amb ell després de córrer la veu que Lucul no respectava els pactes. La falta de queviures obligà a les tropes romanes a retirar-se perseguits pels indignats vacceus. Intercatia per un temps li presentà batalla, però s'acabà sotmetent, no obstant el tractat va haver de ser garantit per Escipió. Un atac posterior contra Pallantia fou rebutjat, i finalment, mancat de provisions, Lucul·le es va haver de retirar pressionat pels vacceus i tornà a creuar el Douro, establint els seus quarters d'hivern al sud de la península. Lucul·le va passar llavors al sud, per a socórrer al procònsol Servi Sulpici Servi Galba, derrotat pels lusitans, novament rebels, hi va hivernar a territori dels Turdetans. El 149 aC Lucul·le i Galba van atacar als lusitans prop de Gades, i ambdós faltaren a la paraula donada als qui se sotmetien.
El 147 aC els lusitans ja havien reunit un considerable nombre de lluitadors; en aquest any van entrar a Turdetània i van saquejar el país i foren atacats allí pel propretor Gai o Marc Vetili; els lusitans foren derrotats i es van refugiar a una fortalesa que fou assetjada per Vetili; la manca de provisions els va obligar a fer un tracte; Vetili els va prometre un lloc per assentar-se; Viriat, que encara no era el general en cap dels lusitans, va recordar als seus compatriotes la traïció del 150 aC i va prometre salvar als lusitans si l'erigien com a cap suprem. La seva oferta fou acceptada i fou proclamat comandant en cap. Amb una hàbil estratagema, Viriat va eludir als romans i va poder reunir a les seves forces a Tribola, una ciutat al sud del Tagus fins on fou seguit per Vetili. Viriat va fingir una retirada, però en realitat va preparar una emboscada i va aniquilar a les forces romanes incloent la mort del mateix Vetili amb deu mil soldats romans. Sis mil romans es van escapar i dirigits pel qüestor es van refugiar a Carpessus, ciutat desconeguda. El qüestor va rebre cinc mil homes de reforç de les tribus celtiberes aliades dels bel·les i els tits (belli i titthi) i va tornar a atacar als lusitans però foren derrotats. Viriat va poder assolar llavors la Carpetània sense oposició.
El 146 aC va arribar el pretor Gai Plauci amb un exèrcit nou. Viriat va abandonar Carpetània i es va retirar a Lusitània on Plauci el va seguir creuant el Tagus; mentre els romans estaven ocupats en erigir campaments fortificats a la muntanya, a un lloc d'oliveres que els escriptors romans anomenen el Turo de Venus, foren atacats per Viriat i derrotats amb fortes pèrdues.
Plauci, desencoratjat, no va fer cap més intent i es va retirar als seus quarters d'hivern quan encara només era meitat de l'estiu. Els territoris de tribus aliades als romans van quedar exposades als atacs lusitans, i van haver de pagar tribut a Viriat. La ciutat de Segobriga, la principal dels celtibers, fou ocupada per Viriat al negar-se a pagar.

## Intervenció del senat
El senat va decidir el 145 aC enviar un exèrcit consular dirigit pel cònsol Quint Fabi Màxim Emilià, el fill d'Emili Paule el conqueridor del Regne de Macedònia, que va rebre les Hispànies com a província. Va reclutar dues noves legions a Roma, i va obtenir alguns soldats dels aliats, reunint l'exèrcit a Urso o Orso, la moderna Osuna a Andalusia. L'exèrcit el formaven 15.000 soldats d'infanteria i 2.000 cavallers.
Però mentre, el pretor romà Claudi Unimà fou derrotat per Viriat i les seves forces quasi aniquilades; els feixos (fasces) i altres símbols foren erigits per Viriat com a trofeus a les muntanyes. Fabi Màxim no va arribar a Hispània fins a mitjan any i no va voler enfrontar l'enemic fins que les seves tropes estiguessin entrenades; va deixar el comandament al seu llegat i va anar a Gades a fer un sacrifici a Hèracles i en la seva absència Viriat va atacar a les tropes i els va causar moltes baixes; el llegat va optar per presentar batalla i fou derrotat.
Quan Fabi va tornar, no va poder enfrontar a Viriat en cap combat regular i va passar la resta de l'any entrenant les tropes i en petits combats amb l'enemic,; amb això els seus soldats van adquirir entrenament i experiència; el 144 aC va continuar en el govern d'Hispània i ja considerava a les seves tropes preparades.
Va atacar a Viriat al que va derrotar i va expulsar dels territoris romans i va ocupar dues de les principals ciutats dels lusitans. Al final de la campanya Fabi va deixar a les tropes aquarterades a Corduba per passar l'hivern. Però aquest èxit fou contrarestat per la revolta dels celtibers arevacs, bel·les i tits de la moderna regió de Castella la Vella (comunitat autònoma de Castella i Lleó); això va ser l'inici de l'anomenada guerra de Numància o guerra numantina (per Numància, la principal ciutat dels arevacs).

## Noves lluites
El 143 aC el cònsol Quint Cecili Metel Macedònic fou enviat a Hispània Citerior i el propretor Quint Pompeu a la Hispània Ulterior com a successors de Quint Fabi Màxim Emilià. Metel va dirigir bé la guerra contra els celtibers però Pompeu no fou afortunat contra els lusitans; encara que inicialment va obtenir una victòria sobre els seus enemics i els va perseguir cap a la muntanya del sud del Tajo (l'anomenat turó de Venus) en arribar a aquest lloc Viriat es va girar i els va derrotar, rebutjant-los amb pèrdua de mil homes i diversos estendards.
Pompeu va haver de deixar als lusitans dominar un ampli territori a l'entorn del modern riu Guadalquivir (Betis) i a la tardor es va retirar als seus quarters d'hivern a Corduba.

## Victòria decisiva dels lusitans

Les campanyes de Viriat contra els romans

El 142 aC el cònsol Quint Fabi Màxim Servilià fou enviat a la Hispània Ulterior com a successor de Quint Pompeu mentre Quint Cecili Metel Macedònic va veure el seu govern prorrogat a la Citerior. Servilià disposava de setze mil homes entre romans i aliats i 1600 cavallers, i va obtenir de Micipsa de Numídia alguns elefants.
Inicialment va fer la guerra amb èxit i va obligar els lusitans a retirar-se al seu país conquerint per assalt moltes de les seves ciutats i exterminant a nombroses bandes. El 141 aC Servilià va romandre a la Ulterior com a procònsol; en aquest any va assetjar Erisane; aquí es va introduir una nit Viriat secretament, amb algunes forces, i al de dia va fer una sortida inesperada en la que els romans van perdre molts homes i van ser posats en fuita; en la fugida van quedar bloquejats en un pas de muntanya on els lusitans els van rodejar de manera similar al que havia passat a la batalla de les Forques Caudines. Sense poder escapar es van haver de rendir incondicionalment.
Viriat va usar aquesta victòria amb moderació i va permetre la sortida dels romans lliurement a condició de permetre als lusitans gaudir del seu propi territori sense ser molestats i ser reconeguts com a amics i aliats de Roma; Servilià va signar el tractat i en aquest termes fou ratificat pel senat romà. La guerra semblava que s'havia acabat.

## La traïció dels romans
Però el cònsol Quint Servili Cepió, germà del Servilià (aquest portava diferents noms per haver estat adoptat) i el seu successor en el govern de la Hispània Ulterior el 140 aC, que esperava obtenir glòria en aquesta guerra, no va voler reconèixer el tractat i va pressionar al senat per trencar-lo com una humiliació per Roma.
El senat no va acceptar el trencament, però va permetre a Cepió intentar matar a Viriat; més tard sembla que finalment el senat va permetre reiniciar les hostilitats potser perquè Cepió havia aconseguit algun pretext.
Viriat va enviar a tres lloctinents, Àudax, Ditalc i Minurus, per demanar la pau als romans. Cepió va subornar als tres enviats per matar a Viriat. Ho van fer mentre dormia i quan van anar a demanar la recompensa Cepió no va voler pagar perquè va dir que Roma no aprovava la mort d'un general pels seus propis homes (la famosa frase Roma traditoribus non praemiat, «Roma no paga traïdors»).
La guerra es va reprendre ara dirigida per Tàutal, lloctinent de Viriat, però desproveït del seu geni; aviat es va haver de sotmetre. La guerra va durar vuit anys (147 a 140 aC).